# Европско првенство у атлетици на отвореном 1946 — бацање копља за мушкарце
Такмичење у бацању копља у мушкој конкуренцији на 2. Европском првенству у атлетици 1946. одржано је 24. и 25. септембра на стадиону Коломб у Паризу.
Титулу освојену на 2. Европском првенству 1938. у Паризу није бранио Мати Јервинен из Финске

## Земље учеснице
Учествовало је 13 такмичарки из 9 земаља.
1. Исланд (1)
2. Лихтенштајн (1)
3. Норвешка (2)
4. Финска (2)
5. Француска (2)
6. Холандија (1)
7. Чехословачка (1)
8. Швајцарска (1)
9. Шведска (2)

## Рекорди
| Рекорди пре почетка Европског првенства 1946. | Рекорди пре почетка Европског првенства 1946. | Рекорди пре почетка Европског првенства 1946. | Рекорди пре почетка Европског првенства 1946. | Рекорди пре почетка Европског првенства 1946. |
| --------------------------------------------- | --------------------------------------------- | --------------------------------------------- | --------------------------------------------- | --------------------------------------------- |
| Светски рекорд                                | Ирје Никанен Финска                           | 77,87                                         | Кархула, Финска                               | 15. август 1938.                              |
| Европски рекорд                               | Ирје Никанен Финска                           | 77,87                                         | Кархула, Финска                               | 15. август 1938.                              |
| Рекорди Европских првенстава                  | Мати Јервинен Финска                          | 76,87                                         | Париз, Француска                              | 3. септембар 1938.                            |

## Освајачи медаља
| Освајачи медаља |              |                 |  |  |  |  |
|                 |              |                 |  |  |  |  |
|                 |              |                 |  |  |  |  |
|                 |              |                 |  |  |  |  |
| Ленарт Атервал  | Ирје Никанен | Тапио Раутавара |  |  |  |  |

## Резултати

### Квалификације
У квалификацијамаје 24. августа учетвовало 13 атлетичара.(Неки извори наводе да је пријаљено 15 такмичара, али двојица представника СССР нису почела такмичење.). Квалификациона норма за пласман у финале износила је 62,00 метра. Норму је испунило 5 такмичара (КВ), а преостала три места заузели су такмичари на основу постигнутог резултата (кв). 
| Место | Атлетичар         | Земља        | Резултат | Бел. |
| ----- | ----------------- | ------------ | -------- | ---- |
| 1.    | Ленарт Атервал    | Шведска      | 67.21    | КВ   |
| 2.    | Ирје Никанен      | Финска       | 66,30    | КВ   |
| 3.    | Тапио Раутавара   | Финска       | 63.03    | КВ   |
| 4.    | Свен Делефлод     | Шведска      | 62,93    | КВ   |
| 5.    | Од Мехлум         | Норвешка     | 62,91    | КВ   |
| 6.    | Јозеф Нојман      | Швајцарска   | 60.36    | ќв   |
| 7.    | Нико Луткевелд    | \| Холандија | 60.07    | ќв   |
| 8.    | Лумир Кизеветер   | Чехословачка | 59.80    | ќв   |
| 9.    | Микаел Саломонсен | Норвешка     | 58,74    |      |
| 10.   | Јоуен Сигуресон   | Исланд       | 58,06    |      |
| 11.   | Ремонд Тисо       | Француска    | 57.63    | ЛР   |
| 12.   | Пјер Спеше        | Француска    | 55.22    |      |
| 13.   | Оскар Оспелт      | Лихтенштајн  | 52,53    |      |

### Финале
| Пласман | Такмичар        | Земља        | Време | Белешке |
| ------- | --------------- | ------------ | ----- | ------- |
|         | Ленарт Атервал  | Шведска      | 68,74 |         |
|         | Ирје Никанен    | Финска       | 67,50 |         |
|         | Тапио Раутавара | Финска       | 66,40 |         |
| 4.      | Од Мехлум       | Норвешка     | 66,37 |         |
| 5.      | Свен Делефлод   | Шведска      | 64,79 |         |
| 6.      | Јозеф Нојман    | Швајцарска   | 62,48 |         |
| 7.      | Лумир Кизеветер | Чехословачка | 59,91 |         |
| 8.      | Нико Луткевелд  | Холандија    | 59,50 |         |

## Укупни биланс медаља у бацању копља за мушкарце после 3. Европског првенства 1934—1946.
|    | Земља      |   |   |   |   |
| -- | ---------- | - | - | - | - |
| 1. | Финска     | 2 | 3 | 1 | 6 |
| 2. | Шведска    | 1 | 0 | 0 | 1 |
| 3. | Естонија   | 0 | 0 | 1 | 1 |
| 3. | Мађарска   | 0 | 0 | 1 | 1 |
|    | Укупно {4} | 3 | 3 | 3 | 9 |

|    | Атлетичар     | Земља  |   |   |   |   |
| 1. | Мати Јервинен | Финска | 2 | 0 | 0 | 2 |
| 1. | Ирје Никанен  | Финска | 1 | 1 | 0 | 2 |
| -- | ------------- | ------ | - | - | - | - |

## Финале
| Пласман | Такмичар        | Земља        | Време | Белешке |
| ------- | --------------- | ------------ | ----- | ------- |
|         | Ленарт Атервал  | Шведска      | 68,74 |         |
|         | Ирје Никанен    | Финска       | 67,50 |         |
|         | Тапио Раутавара | Финска       | 66,40 |         |
| 4.      | Од Мехлум       | Норвешка     | 66,37 |         |
| 5.      | Свен Делефлод   | Шведска      | 64,79 |         |
| 6.      | Јозеф Нојман    | Швајцарска   | 62,48 |         |
| 7.      | Лумир Кизеветер | Чехословачка | 59,91 |         |
| 8.      | Нико Луткевелд  | \| Холандија | 59,50 |         |